# كاي فان ديجيك
كاي فان ديجيك (25 يونيو 1984 في هولندا - ) (بالهولندية: Kay van Dijk) هو لاعب كرة طائرة شاطئية ولاعب كرة طائرة مملكة هولندا في مركز ضارب خارجي ‏. شارك في الألعاب الأولمبية الصيفية 2004. ولعب مع نادي ترينتينو للكرة الطائرة.

## وصلات خارجية
- كاي فان ديجيك على موقع الاتحاد الأوروبي (الإنجليزية)
- كاي فان ديجيك على موقع عالم الكرة الطائرة (الإنجليزية)
- كاي فان ديجيك على موقع دوري الدرجة الأولى الإيطالي للكرة الطائرة - رجال (الإيطالية)
- كاي فان ديجيك على موقع أوليمبيديا (الإنجليزية)